# Remo nos Jogos Olímpicos de Verão de 1984
O remo nos Jogos Olímpicos de Verão de 1984 foi realizado em Los Angeles, nos Estados Unidos. 
Devido o boicote das delegações do Bloco do Leste, remadores de países tradicionais como União Soviética, Alemanha Oriental e Bulgária não estiveram presentes. Único país do bloco participando dos Jogos, a Romênia aproveitou-se para dominar as competições femininas conquistando cinco das seis medalhas de ouro em disputa.
Steven Redgrave da Grã-Bretanha ganhou a primeira de suas cinco medalhas olímpicas consecutivas. Elisabeta Oleniuc, posteriormente conhecida por Elisabeta Lipă, da Romênia,  também conquistou sua primeira medalha de ouro, sendo a quinta conquistada durante os Jogos Olímpicos de Atenas 2004.

## Eventos do remo
Masculino: Skiff simples | Skiff duplo | Skiff quádruplo | Dois sem | Dois com | Quatro sem | Quatro com | Oito com

Feminino: Skiff simples | Skiff duplo | Skiff quádruplo com timoneira | Dois sem | Quatro com | Oito com

## Masculino

### Skiff simples masculino
| Pos. | País                     | Atletas             | Tempo   |
| ---- | ------------------------ | ------------------- | ------- |
|      | Finlândia (FIN)          | Pertti Karppinen    | 7m00s24 |
|      | Alemanha Ocidental (FRG) | Peter-Michael Kolbe | 7m02s19 |
|      | Canadá (CAN)             | Robert Mills        | 7m10s38 |

### Skiff duplo masculino
| Pos. | País                 | Atletas                        | Tempo   |
| ---- | -------------------- | ------------------------------ | ------- |
|      | Estados Unidos (USA) | Bradley Lewis Paul Enquist     | 6m36s87 |
|      | Bélgica (BEL)        | Pierre-Marie Deloof Dirk Crois | 6m38s19 |
|      | Iugoslávia (YUG)     | Zoran Pančić Milorad Stanulov  | 6m39s59 |

### Skiff quádruplo masculino
| Pos. | País                     | Atletas                                                           | Tempo   |
| ---- | ------------------------ | ----------------------------------------------------------------- | ------- |
|      | Alemanha Ocidental (FRG) | Albert Hedderich Raimund Hörmann Dieter Wiedenmann Michael Dürsch | 5m57s55 |
|      | Austrália (AUS)          | Paul Reedy Gary Gullock Timothy McLaren Anthony Lovrich           | 5m57s98 |
|      | Canadá (CAN)             | Doug Hamilton Mike Houghs Phil Monckton Bruce Ford                | 5m59s07 |

### Dois sem masculino
| Pos. | País          | Atletas                                | Tempo   |
| ---- | ------------- | -------------------------------------- | ------- |
|      | Romênia (ROM) | Petru Iosub Valer Toma                 | 6m45s39 |
|      | Espanha (ESP) | Fernando Climent Luis María Lasúrtegui | 6m48s47 |
|      | Noruega (NOR) | Hans Grepperud Sverre Løken            | 6m51s81 |

### Dois com masculino
| Pos. | País                 | Atletas                                                       | Tempo   |
| ---- | -------------------- | ------------------------------------------------------------- | ------- |
|      | Itália (ITA)         | Carmine Abbagnale Giuseppe Abbagnale Giuseppe di Capua (tim.) | 7m05s99 |
|      | Romênia (ROM)        | Dimitrie Popescu Vasile Tomoiagă Dumitru Răducanu (tim.)      | 7m11s21 |
|      | Estados Unidos (USA) | Kevin Still Robert Espeseth Doug Herland (tim.)               | 7m12s81 |

### Quatro sem masculino
| Pos. | País                 | Atletas                                                     | Tempo   |
| ---- | -------------------- | ----------------------------------------------------------- | ------- |
|      | Nova Zelândia (NZL)  | Leslie O'Conell Shane O'Brien Conrad Robertson Keith Trask  | 6m03s48 |
|      | Estados Unidos (USA) | David Clark Jonathan Smith Philip Stekl Alan Fomey          | 6m06s10 |
|      | Dinamarca (DEN)      | Michael Jessen Lars Nielsen Per Rasmussen Eric Christiansen | 6m07s72 |

### Quatro com masculino
| Pos. | País                 | Atletas                                                                       | Tempo   |
| ---- | -------------------- | ----------------------------------------------------------------------------- | ------- |
|      | Grã-Bretanha (GBR)   | Richard Budgett Martin Cross Andy Holmes Steve Redgrave Adrian Ellison (tim.) | 6m18s64 |
|      | Estados Unidos (USA) | Edward Ives Thomas Kiefer Michael Bach Greg Springer John Stillings (tim.)    | 6m20s28 |
|      | Nova Zelândia (NZL)  | Kevin Lawton Barrie Mabbott Don Symonds Ross Tong Brett Hollister (tim.)      | 6m23s68 |

### Oito com masculino
| Pos. | País                 | Atletas | Tempo   |
| ---- | -------------------- | --- | ------- |
|      | Canadá (CAN)         | Blair Horn Dean Crawford Michael Evans Paul Steele Grant Main Mark Evans Kevin Neufeld Pat Turner Brian McMahon (tim.)                                  | 5m41s32 |
|      | Estados Unidos (USA) | Walter Lubsen Andrew Sudduth John Terwilliger Christopher Penny Thomas Darling Fred Borchelt Charles Clapp III Bruce Ibbetson Robert Jaugstetter (tim.) | 5m41s74 |
|      | Austrália (AUS)      | Craig Muller Clyde Hefer Samuel Patten Timothy Willoughby Ian Edmunds James Battersby Ion Popa Stephen Evans Gavin Thredgold (tim.)                     | 5m43s40 |

## Feminino

### Skiff simples feminino
| Pos. | País                 | Atletas         | Tempo   |
| ---- | -------------------- | --------------- | ------- |
|      | Romênia (ROM)        | Valeria Răcilă  | 3m40s68 |
|      | Estados Unidos (USA) | Charlotte Geer  | 3m43s89 |
|      | Bélgica (BEL)        | Ann Haesebrouck | 3m45s72 |

### Skiff duplo feminino
| Pos. | País                | Atletas                             | Tempo   |
| ---- | ------------------- | ----------------------------------- | ------- |
|      | Romênia (ROM)       | Mariora Popescu Elisabeta Oleniuc   | 3m26s75 |
|      | Países Baixos (NED) | Greet Hellemans Nicolette Hellemans | 3m29s13 |
|      | Canadá (CAN)        | Daniele Laumann Silken Laumann      | 3m29s82 |

### Skiff quádruplo com timoneira feminino
| Pos. | País                 | Atletas                                                                             | Tempo   |
| ---- | -------------------- | ----------------------------------------------------------------------------------- | ------- |
|      | Romênia (ROM)        | Maricica Ţăran Anişoara Sorohan Ioana Badea Sofia Corban Ecaterina Oancia (tim.)    | 3m14s11 |
|      | Estados Unidos (USA) | Anne Marden Lisa Rohde Joan Lind Virginia Gilder Kelly Rickon (tim.)                | 3m15s57 |
|      | Dinamarca (DEN)      | Hanne Eriksen Birgitte Hanel Charlote Koefoed Bodil Rasmussen Jette Sørensen (tim.) | 3m16s02 |

### Dois sem feminino
| Pos. | País                     | Atletas                      | Tempo   |
| ---- | ------------------------ | ---------------------------- | ------- |
|      | Romênia (ROM)            | Rodica Arba Elena Horvat     | 3m32s60 |
|      | Canadá (CAN)             | Elizabeth Craig Tricia Smith | 3m36s06 |
|      | Alemanha Ocidental (FRG) | Ellen Becker Iris Völkner    | 3m40s50 |

### Quatro com feminino
| Pos. | País            | Atletas                                                                             | Tempo   |
| ---- | --------------- | ----------------------------------------------------------------------------------- | ------- |
|      | Romênia (ROM)   | Florica Lavric Maria Friciolu Chira Apostol Olga Bularda Viorica Ioja (tim.)        | 3m19s30 |
|      | Canadá (CAN)    | Marilyn Brain Angie Schneider Barbara Armbrust Jane Tregunno Lesley Thompson (tim.) | 3m21s55 |
|      | Austrália (AUS) | Robin Grey-Gardner Karen Brancourt Susan Chapman Margot Foster Susan Lee (tim.)     | 3m23s29 |

### Oito com feminino
| Pos. | País                 | Atletas | Tempo   |
| ---- | -------------------- | --- | ------- |
|      | Estados Unidos (USA) | Kristen Thorsness Kristine Norelius Shyril O'Steen Carie Graves Kathryn Keeler Harriet Metcalf Carol Bower Jeanne Flanagan Betsy Beard (tim.)                           | 2m59s80 |
|      | Romênia (ROM)        | Marioara Traşcă Lucia Sauca Doina Bălan Aneta Mihaly Aurora Pleşca Camelia Diaconescu Mihaela Armăşescu Adriana Bazon-Chelariu Viorica Ioja (tim.)                      | 3m00s87 |
|      | Países Baixos (NED)  | Wiljon Vaandrager Marieke van Drogenbroek Harriet van Ettekoven Catharina Neelissen Anne Quist Nicolette Hellemans Greet Hellemans Lynda Cornet Martha Laurijsen (tim.) | 3m02s92 |

## Quadro de medalhas do remo
| Ordem | País                   | Medalha de ouro | Medalha de prata | Medalha de bronze | Total |
| ----- | ---------------------- | --------------- | ---------------- | ----------------- | ----- |
| 1     | ROM Romênia            | 6               | 2                | 0                 | 8     |
| 2     | USA Estados Unidos     | 2               | 5                | 1                 | 8     |
| 3     | CAN Canadá             | 1               | 2                | 3                 | 6     |
| 4     | FRG Alemanha Ocidental | 1               | 1                | 1                 | 3     |
| 5     | NZL Nova Zelândia      | 1               | 0                | 1                 | 2     |
| 6     | FIN Finlândia          | 1               | 0                | 0                 | 1     |
| 6     | GBR Grã-Bretanha       | 1               | 0                | 0                 | 1     |
| 6     | ITA Itália             | 1               | 0                | 0                 | 1     |
| 9     | AUS Austrália          | 0               | 1                | 2                 | 3     |
| 10    | BEL Bélgica            | 0               | 1                | 1                 | 2     |
| 10    | NED Países Baixos      | 0               | 1                | 1                 | 2     |
| 12    | ESP Espanha            | 0               | 1                | 0                 | 1     |
| 13    | DEN Dinamarca          | 0               | 0                | 2                 | 2     |
| 14    | YUG Iugoslávia         | 0               | 0                | 1                 | 1     |
| 14    | NOR Noruega            | 0               | 0                | 1                 | 1     |